# Amorn Thammanarm
Amorn Thammanarm (tiếng Thái: อมร ธรรมนาม, sinh ngày 16 tháng 10 năm 1983) là một cầu thủ bóng đá người Thái Lan thi đấu ở vị trí tiền vệ chạy cánh cho câu lạc bộ Giải bóng đá Ngoại hạng Thái Lan PT Prachuap.